# Álvaro Carreras
Álvaro Fernández Carreras (Ferrol, 23 de março de 2003) é um futebolista espanhol que atua como lateral-esquerdo. Joga pelo Real Madrid.

## Carreira

### Manchester United
Álvaro Carreras assinou com o Manchester United em setembro de 2020, em um contrato de quatro anos, entre o interesse de outros clubes europeus, como Barcelona e Manchester City. Ele começou a treinar com o time principal no começo da temporada 2021–22.
Em 11 de maio de 2022, Carreras foi nomeado o Jogador Sub-23 do Ano do Manchester United.

### Real Madrid
Em 14 de julho de 2025, o Real Madrid anunciou a contratação de Álvaro Carreras. O espanhol assinou contrato com o clube merengue por seis temporadas, válido até 30 de junho de 2031. Segundo a imprensa espanhola, o Real Madrid desembolsou cerca de 50 milhões de euros (R$ 325,9 milhões) para contar com o jogador. Carreras fez sua estreia com a camisa Merengue no dia 19 de agosto, iniciando como titular e atuando durante toda a partida, na vitória por 1 a 0 diante do Osasuna, em jogo válido pela 1ª rodada da La Liga, no Bernabéu.